# Jonathan Kent
Jonathan Kent, sovint denominat com a Pa Kent, és un personatge fictici dels còmics estatunidencs publicats per DC Comics. És el pare adoptiu de Superman i la seva esposa és Martha Kent, que viuen al poble rural fictici de Smallville, Kansas.En la majoria de les versions de la història de l'origen de Superman, Jonathan i Martha troben a Kal-El quan era un bebè després que s'estavellés en la Terra després de la destrucció del seu planeta natal, Krypton. Ho adopten poc després i ho rebategen com Clark Kent, sent "Clark" el cognom de soltera de Martha. Els Kent solen ser retratats com a pares amorosos que inculquen en Clark una forta brúixola moral i encoratgen a Clark a usar els seus poders per al millorament de la humanitat.
En la continuïtat anterior a la crisi, els Kent moren poc després de la graduació de l'escola secundària de Clark. En la continuïtat post-Crisi, tots dos romanen vius fins i tot després que Clark es converteix en adult, sent personatges secundaris fins a la mort de Jonathan durant un atac del supervillano Brainiac. Martha continua sent un personatge secundari en els còmics de Superman fins al reinici de continuïtat de "The New 52" de 2011, en el qual tant ella com el seu espòs van morir, després d'haver estat assassinats per un conductor embriac. Tornen a la vida en 2019, després del rellançament de "DC Rebirth".
En la petita i pantalla gran, interpreten a Jonathan els actors: Glenn Forder en la pel·lícula de 1978 Superman: The Movie; John Schneider en la sèrie Smallville de 2001; Kevin Costner en l'Univers estès de DC; Fred Henderson en la sèrie de 2021 Superman & Lois; Pruitt Taylor Vince en la pel·lícula del DC Universe titulada Superman (2025).